# Маккартизм

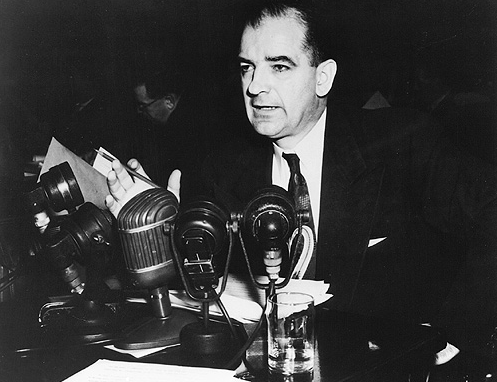
Джозеф Реймонд Маккарті

Маккарти́зм (англ. McCarthyism) — політична практика, що характеризується політичними репресіями та переслідуванням лівих діячів, а також кампанією з поширення страху перед комуністичним і радянським впливом на американські інституції та перед радянським шпигунством у Сполучених Штатах у кінці 1940-х — 1950-х роках. Ця практика тісно пов'язана з червоною панікою.
Після середини 1950-х років сенатор США Джозеф Маккарті, який очолював цю кампанію, поступово втратив підтримку громадськості та довіру, коли з’ясувалося, що чимало його звинувачень були безпідставними. Верховний суд США під головуванням Ерла Воррена ухвалив низку рішень у сфері громадянських і політичних прав, які скасували ключові закони та директиви, що сприяло припиненню Другої червоної паніки.
З 1980-х років історики стверджують, що роль Маккарті була менш центральною, ніж роль інших діячів, і що для точнішого відображення масштабу явища слід вживати інший термін. Дехто вважає термін «маккартізм» застарілим. Наприклад, Еллен Шрекер запропонувала натомість використовувати термін «гувері́зм» — за прізвищем голови ФБР Дж. Едгара Гувера.
Після завершення Холодної війни оприлюднені документи засвідчили значну радянську шпигунську активність у США, хоча багато з агентів так і не були ідентифіковані Маккарті.
Маккартизм — у ширшому розумінні — політично мотивовані звинувачення в нелояльності, зраді. Термін походить від прізвища американського сенатора Джозеф Маккарті, організатора Комісії з розслідування антиамериканської діяльності.
Розгортання «холодної війни» позначилося і на внутрішньополітичному житті країн Заходу. Обмежувалися демократичні права, гонінь зазнавали ліві сили (комуністи, антивоєнні сили та рухи, громадяни, які симпатизували СРСР). В США ця тенденція проявилась в політиці маккартизму. Маккартизм виник як реакція на революцію в Китаї й втрату китайського ринку, яка була підсилена війною в Кореї.
Виступаючи в лютому 1950 p., сенатор Джозеф Маккарті заявив: «Шість років тому у сфері впливу СРСР було 180 млн осіб… Тепер вже 800 млн осіб опинилися під абсолютною владою Радянської Росії — зростання на 400 %. Причини, через які ми виявились безсилими, не в тому, що наш єдиний могутній противник послав війська для вторгнення на наші береги, а в зраді тих, до кого наша нація відноситься так добре… На мою думку, державний департамент зазнав комуністичної інфільтрації».
Ця промова стала сигналом для антикомуністичних сил. Всупереч президентському вето у вересні 1950 р. було прийнято закон «Про внутрішню безпеку». Почалися гоніння й арешти лідерів Комуністичної партії США (арештовано 140 осіб) і профспілок (арештовано 100 осіб), переслідування лівоналаштованих професорів, «полювання на відьом», шпигуноманія.
Маккартизм не став довготривалою тенденцією внутрішньої політики США. Потепління міжнародного становища призвело до відновлення демократичних процесів.
Під впливом цих факторів продовжувало погіршуватись економічне становище: зростали податки, державний дефіцит, а в січні 1951 р. почалась стрімка інфляція. Адміністрація змушена була піти на встановлення жорсткого контролю над цінами. Це не виправило становище і зрештою призвело до падіння авторитету демократів.
На цьому тлі зріс авторитет Республіканської партії. Популярний національний герой Дуайт Девід Ейзенхауер став офіційним кандидатом республіканців на посаду президента. Вибори 1952 р. перетворились в особистий тріумф Ейзенхауера.
Соціально-економічний розвиток США у період правління республіканців можна схарактеризувати таким чином: повільні темпи розвитку виробництва і часті кризи (1953—1954, 1957—1958, 1960—1961 pp.), початок впровадження автоматизації в різних сферах виробничого процесу (впровадження автоматичних машин, конвеєрного методу обробки, автоматичних контрольних систем, електронно-обчислювальних систем), помітні зміни структури робочої сили (збільшення кількості робітників невиробничої сфери, скорочення фермерів в суспільстві відносно інших верств населення з 16,6 % до 12 %), інтенсивний розвиток військово-промислового комплексу. Все це відбулося на тлі етатизації соціально-економічних процесів.
У 50-ті роки проходить трансформація республіканської та демократичної партій: соціально-економічний розвиток країни вбачається ними у розвитку державного регулювання економікою.
Ці два чинники мали значний вплив на його внутрішньополітичний курс. З одного боку, він не розширював соціальні програми, започатковані демократами, з іншого — він не дозволив їх скоротити, як цього вимагала більшість республіканців. Ще формуючи концепцію свого президентства, Ейзенхауер говорив, що країна потребує спокою після великих потрясінь Другої світової війни.
На період правління адміністрації Ейзенхауера припадає потепління відносин між СРСР та США, припинення війни у Кореї. У 1950-ті роки вдалося уникнути гострих міждержавних криз. Головною метою США було усунення загрози проникнення СРСР у нові регіони світу. З цією метою було розроблено «доктрину Ейзенхауера», згідно з якою США повинні заповнити «вакуум», який з'явився в результаті розпаду колоніальних імперій Великої Британії та Франції й утворення незалежних держав, а також протидіяти СРСР не всюди, а там, де складуться сприятливіші умови.

## Інтернет-ресурси
- Badash, Lawrence (30 жовтня 2007). Science in the McCarthy Period: Training Ground for Scientists as Public Citizens. Oregon State University. Архів оригіналу за 5 лютого 2008. Процитовано 16 січня 2008.
- Beyer, Mary & Michael Beyer (January 2006). McCarthyism Today. International Journal of Baudrillard Studies. Архів оригіналу за 1 жовтня 2006. Процитовано 2 листопада 2006. {{cite web}}: Cite має пустий невідомий параметр: |df= (довідка)
- McCarthyism / The "Red Scare". Dwight D. Eisenhower Online Documents. Dwight D. Eisenhower Presidential Library, Museum, and Boyhood Home. Архів оригіналу за 16 жовтня 2015. Процитовано 30 жовтня 2013.
- Navasky, Victor S. (28 червня 2001). Cold War Ghosts. The Nation. Архів оригіналу за 14 квітня 2009. Процитовано 2 листопада 2006.
- Rusher, William A. (Fall 2004). A Closer Look Under The Bed. Claremont Review of Books. Claremont Institute. Архів оригіналу за 27 січня 2012. Процитовано 27 грудня 2011.

| Історія | Це незавершена стаття з історії. Ви можете допомогти проєкту, виправивши або дописавши її. |